# Liste des affluents et sous-affluents de la Loire
Cet article recense les principaux affluents et sous-affluents (affluent d'affluent) de la Loire, avec des seuils minimaux de longueur, de bassin versant, ou de débit.
Les dix principaux affluents de la Loire dans le bassin de la Loire sont par ordre de longueur les rivières Allier, Cher, Vienne, Loir, Sarthe,  Indre, Creuse, Mayenne, Huisne, et Sèvre Nantaise, neuf d'entre eux ayant donné leur nom à au moins un département, en plus de la Loire et la Haute-Loire, soit 11 des départements de ce bassin qui portent un nom de cours d'eau.

## Liste des affluents et sous-affluents les plus longs
La liste suivante recense partiellement les cours d'eau les plus longs composant le bassin de la Loire. Elle est organisée de manière hiérarchique, en remontant de l'embouchure d'un cours d'eau vers sa source. Les lieux entre parenthèses correspondent aux communes situées au confluent du cours d'eau considéré avec celui dans lequel il se jette. Afin de limiter la taille de la liste, elle est restreinte aux cours d'eau qui atteignent ou dépassent 50 km, ou qui possèdent au moins un affluent ou sous-affluent de plus de 50 km de long.
- Loire (Saint-Brevin-les-Pins et Saint-Nazaire)
  - Acheneau (Le Pellerin)
    - Boulogne (lac de Grand-Lieu : Saint-Philbert-de-Grand-Lieu)

  - Sèvre Nantaise (Nantes)
    - Maine (Saint-Fiacre-sur-Maine et Vertou)
    - Moine (Clisson)

  - Erdre (Nantes)
  - Èvre (Mauges-sur-Loire)
  - Layon (Chalonnes-sur-Loire)
  - Maine (Bouchemaine et Sainte-Gemmes-sur-Loire)
    - Mayenne (Angers)
      - Oudon (Grez-Neuville et Le Lion-d'Angers)
        - Verzée (Segré-en-Anjou Bleu)

      - Jouanne (Entrammes)
      - Ernée (Saint-Jean-sur-Mayenne)
      - Colmont (Ambrières-les-Vallées et La Haie-Traversaine)
      - Varenne (Ambrières-les-Vallées)

    - Sarthe (Angers)
      - Loir (Briollay et Écouflant)
        - Braye (Loir en Vallée et Vallée-de-Ronsard)

      - Vaige (Sablé-sur-Sarthe)
      - Erve (Sablé-sur-Sarthe)
      - Vègre (Avoise)
      - Huisne (Le Mans)
      - Orne saosnoise (Montbizot)

  - Authion (Les Ponts-de-Cé)
    - Lathan (Beaufort-en-Anjou et Longué-Jumelles)

  - Thouet (Saumur)
    - Dive (Saint-Just-sur-Dive)
    - Argenton (Le Puy-Notre-Dame et Saint-Martin-de-Sanzay)
    - Thouaret (Plaine-et-Vallées)

  - Vienne (Candes-Saint-Martin)
    - Creuse (Nouâtre et Port-de-Piles)
      - Claise (Abilly)
      - Gartempe (La Roche-Posay et Yzeures-sur-Creuse)
        - Anglin (Angles-sur-l'Anglin et Saint-Pierre-de-Maillé)
          - Salleron (Concremiers et Ingrandes)
          - Benaize (Saint-Hilaire-sur-Benaize)

        - Brame (Val-d'Oire-et-Gartempe)
        - Vincou (Peyrat-de-Bellac)
        - Semme (Droux)

      - Bouzanne (Chasseneuil et Le Pont-Chrétien-Chabenet)
      - Petite Creuse (Fresselines)

    - Clain (Cenon-sur-Vienne et Châtellerault)
      - Auxance (Chasseneuil-du-Poitou)
      - Clouère (Aslonnes et Château-Larcher)
      - Vonne (Vivonne)

    - Briance (Bosmie-l'Aiguille et Condat-sur-Vienne)
    - Taurion (Saint-Priest-Taurion)
    - Maulde (Saint-Denis-des-Murs et Saint-Léonard-de-Noblat)

  - Indre (Avoine)
    - Indrois (Azay-sur-Indre)

  - Cher (Villandry)
    - Fouzon (Couffy)
    - Sauldre (Châtillon-sur-Cher et Selles-sur-Cher)
      - Rère (Villeherviers)
      - Petite Sauldre (Salbris)

    - Arnon (Saint-Hilaire-de-Court)
    - Yèvre (Vierzon)
      - Auron (Bourges)

    - Aumance (Meaulne-Vitray)
    - Tardes (Budelière et Évaux-les-Bains)
      - Voueize (Chambon-sur-Voueize)

  - Cisse (Vouvray)
    - Brenne (Vernou-sur-Brenne)

  - Beuvron (Candé-sur-Beuvron)
    - Cosson (Candé-sur-Beuvron)

  - Vauvise (Saint-Satur)
  - Allier (Cuffy et Gimouille)
    - Sioule (La Ferté-Hauterive)
      - Bouble (Bayet et Saint-Pourçain-sur-Sioule)

    - Dore (Mons et Ris)
    - Morge (Luzillat et Vinzelles)
    - Alagnon (Beaulieu et Auzat-la-Combelle)
    - Senouire (Fontannes et Vieille-Brioude)
    - Chapeauroux (Saint-Bonnet-Laval et Saint-Christophe-d'Allier)

  - Acolin (Avril-sur-Loire)
  - Aron (Decize et Saint-Léger-des-Vignes)
    - Canne (Cercy-la-Tour)
    - Alène (Cercy-la-Tour)

  - Besbre (Diou)
  - Arroux (Digoin et La Motte-Saint-Jean)
    - Bourbince (Digoin)

  - Arconce (Chassenard et Varenne-Saint-Germain)
  - Rhins (Roanne)
  - Lignon du Forez (Civens et Feurs)
  - Ance (Bas-en-Basset et Beauzac)
  - Lignon du Velay (Monistrol-sur-Loire et Saint-Maurice-de-Lignon)

## Tableau des principaux affluents et sous-affluents avec leurs principales caractéristiques

### Règles d'inscription au tableau
Sauf pour la Loire supérieure en Ardèche, sont inscrits dans le tableau suivant les affluents et sous-affluents de la Loire d'une longueur au moins égale à 30 km ou d'un bassin versant au moins égal à 100 km2 ou d'un débit (module) au moins égal à 1 m3/s. À chaque ligne du tableau, chaque affluent ou sous-affluent est :
- caractérisé par son nom, le nom du cours d'eau dans lequel il se jette, sa longueur (km), la superficie de son bassin versant (km2), son débit moyen / module (m3/s) connu au plus proche de la confluence,
- situé avec sa confluence par la distance[1] (km) avec soit la limite Ouest de l'estuaire de la  Loire[2],[3] 47° 11′ 35″ N, 2° 16′ 35″ O selon son écoulement à l'aval, soit avec la confluence aval de la rivière dans laquelle il s'est jeté, par l'altitude (m), par la rive (droite ou gauche), par le numéro du département (amont si limite interdépartementale), par la commune de la pointe de confluence, et par les coordonnées géographiques.

L'ordre initial de présentation du tableau est celui de la position des points de confluence des affluents, de l'amont (en haut du tableau) vers l'aval de la Loire (en bas du tableau), avec une sous distinction similaire pour les sous-affluents au niveau de l'affluent correspondant.

### Tableau triable des affluents et sous-affluents de la Loire
| Affluent                | Affluent                   | Affluent      | Affluent     | Affluent     | Situation de la confluence | Situation de la confluence | Situation de la confluence | Situation de la confluence | Situation de la confluence   | Situation de la confluence  |
| Nom                     | De                         | Longueur (km) | Bassin (km2) | Débit (m3/s) | Distance (km)              | Altitude (m)               | Rive                       | Département                | Commune                      | Coordonnées                 |
| ----------------------- | -------------------------- | ------------- | ------------ | ------------ | -------------------------- | -------------------------- | -------------------------- | -------------------------- | ---------------------------- | --------------------------- |
| L' Aigue Nègre          | Loire                      | 4,6           |              |              | 1 010,0                    | 1 236                      | Droite                     | 07                         | Sainte-Eulalie               | 44° 49′ 50″ N, 4° 11′ 51″ E |
| La Padelle              | Loire                      | 12,5          | 50           |              | 1 004,1                    | 1 132                      | Gauche                     | 07                         | Usclades-et-Rieutord         | 44° 46′ 19″ N, 4° 10′ 23″ E |
| Le Gage                 | Loire                      | 12,9          |              |              | 988,9                      | 908                        | Droite                     | 07                         | Cros-de-Géorand              | 44° 48′ 18″ N, 4° 04′ 10″ E |
| Le Veyradeyre           | Loire                      | 16,7          |              |              | 986,1                      | 888                        | Droite                     | 07                         | Le Lac-d'Issarlès            | 44° 49′ 10″ N, 4° 02′ 57″ E |
| La Gazeille             | Loire                      | 27            | 104,4        | 1,56         | 953,7                      | 681                        | Droite                     | 43                         | Chadron                      | 44° 57′ 24″ N, 3° 55′ 37″ E |
| La Borne                | Loire                      | 48            | 428,7        | 3,89         | 933,4                      | 594                        | Gauche                     | 43                         | Le Puy-en-Velay              | 45° 03′ 24″ N, 3° 54′ 49″ E |
| La Sumène               | Loire                      | 24,9          | 55           | 3,5          | 928,9                      | 582                        | Droite                     | 43                         | Chaspinhac                   | 45° 04′ 55″ N, 3° 54′ 49″ E |
| L' Arzon                | Loire                      | 43,8          | 156          | 1,14         | 910,3                      | 532                        | Gauche                     | 43                         | Vorey                        | 45° 11′ 07″ N, 3° 54′ 45″ E |
| Le Lignon du Velay      | Loire                      | 85,1          | 651          | 9,8          | 879,5                      | 461                        | Droite                     | 43                         | Saint-Maurice-de-Lignon      | 45° 15′ 31″ N, 4° 08′ 42″ E |
| L' Ance                 | Loire                      | 77,1          | 410          | 4,34         | 872,1                      | 442                        | Gauche                     | 43                         | Bas-en-Basset                | 45° 17′ 30″ N, 4° 07′ 07″ E |
| La Semène               | Loire                      | 45,8          | 155          | 1,91         | 854,6                      | 420                        | Droite                     | 43                         | Aurec-sur-Loire              | 45° 23′ 03″ N, 4° 13′ 09″ E |
| L' Ondaine              | Loire                      | 18,6          | 125          |              | 846,8                      | 417                        | Droite                     | 42                         | Unieux                       | 45° 25′ 05″ N, 4° 14′ 53″ E |
| Le Furan                | Loire                      | 34,2          | 178          | 2,42         | 830,8                      | 360                        | Droite                     | 42                         | Andrézieux-Bouthéon          | 45° 31′ 30″ N, 4° 14′ 58″ E |
| Le Bonson               | Loire                      | 30,1          | 104          | 0,84         | 830,4                      | 360                        | Gauche                     | 42                         | Saint-Cyprien                | 45° 31′ 42″ N, 4° 14′ 57″ E |
| La Mare                 | Loire                      | 46,9          | 95           | 0,88         | 813,1                      | 340                        | Gauche                     | 42                         | Boisset-lès-Montrond         | 45° 38′ 15″ N, 4° 13′ 29″ E |
| La Coise                | Loire                      | 52            | 340          | 1,61         | 812,5                      | 340                        | Droite                     | 42                         | Montrond-les-Bains           | 45° 38′ 28″ N, 4° 13′ 40″ E |
| Le Lignon du Forez      | Loire                      | 59            | 664          | 8,33         | 795,7                      | 324                        | Gauche                     | 42                         | Feurs                        | 45° 45′ 31″ N, 4° 11′ 39″ E |
| L' Aix                  | Loire                      | 49,6          | 193          | 3,06         | 782,9                      | 318                        | Gauche                     | 42                         | Saint-Georges-de-Baroille    | 45° 50′ 12″ N, 4° 08′ 35″ E |
| Le Renaison             | Loire                      | 25,7          | 137          |              | 746,5                      | 270                        | Gauche                     | 42                         | Roanne                       | 46° 01′ 47″ N, 4° 04′ 39″ E |
| Le Rhins                | Loire                      | 59,7          | 427          | 5,25         | 743,1                      | 262                        | Droite                     | 42                         | Roanne                       | 46° 03′ 02″ N, 4° 06′ 33″ E |
| Le Sornin               | Loire                      | 47            | 520          | 7,44         | 729,0                      | 235                        | Droite                     | 42                         | Pouilly-sous-Charlieu        | 46° 09′ 12″ N, 4° 05′ 53″ E |
| L' Arconce              | Loire                      | 99            | 599          | 5,65         | 686,1                      | 229                        | Droite                     | 71                         | Varenne-Saint-Germain        | 46° 26′ 39″ N, 4° 00′ 17″ E |
| La Bourbince            | Arroux                     | 82,4          | 845          | 7,9          |                            | 228                        | Gauche                     | 71                         | Vitry-en-Charollais          | 46° 30′ 02″ N, 3° 59′ 58″ E |
| L' Arroux               | Loire                      | 132,4         | 3 174        | 34,1         | 675,8                      | 223                        | Droite                     | 71                         | Digoin                       | 46° 29′ 24″ N, 3° 57′ 33″ E |
| La Vouzance             | Loire                      | 41,3          | 131          | 0,69         | 674,3                      | 222                        | Gauche                     | 03                         | Molinet                      | 46° 29′ 29″ N, 3° 56′ 24″ E |
| Le Roudon               | Loire                      | 36,0          |              |              |                            | 207                        | Gauche                     | 03                         | Diou                         | 46° 33′ 01″ N, 3° 43′ 55″ E |
| La Besbre               | Loire                      | 106,4         | 762          | 9,23         | 648,9                      | 208                        | Gauche                     | 03                         | Dompierre-sur-Besbre         | 46° 33′ 11″ N, 3° 43′ 53″ E |
| La Somme                | Loire                      | 46,0          |              |              | 635,5                      | 203                        | Droite                     | 03                         | Garnat-sur-Engièvre          | 46° 39′ 24″ N, 3° 41′ 47″ E |
| L' Alène                | Aron                       | 56            | 338          | 4,48         |                            | 196                        | Gauche                     | 58                         | Cercy-la-Tour                | 46° 51′ 59″ N, 3° 39′ 18″ E |
| L' Aron                 | Loire                      | 103,8         | 1 600        | 17,6         | 596,8                      | 188                        | Droite                     | 58                         | Decize                       | 46° 50′ 14″ N, 3° 27′ 08″ E |
| L' Acolin               | Loire                      | 61,7          | 384          | 2,50         | 588,9                      | 183                        | Gauche                     | 58                         | Avril-sur-Loire              | 46° 49′ 40″ N, 3° 21′ 33″ E |
| L' Ixeure               | Loire                      | 27,1          | 115          | 1,26         | 573,3                      | 174                        | Droite                     | 58                         | Imphy                        | 46° 55′ 47″ N, 3° 15′ 24″ E |
| La Nièvre               | Loire                      | 49,6          | 630          | 5,28         | 563,2                      | 171                        | Droite                     | 58                         | Nevers                       | 46° 59′ 06″ N, 3° 09′ 42″ E |
| Le Chapeauroux          | Allier                     | 56,1          | 399          | 3,36         |                            | 730                        | Gauche                     | 43                         | Saint-Christophe-d'Allier    | 44° 50′ 25″ N, 3° 44′ 07″ E |
| La Senouire             | Allier                     | 63,1          | 170          | 1,57         |                            | 425                        | Droite                     | 43                         | Vieille-Brioude              | 45° 16′ 38″ N, 3° 24′ 29″ E |
| L' Alagnon              | Allier                     | 85            | 1 042        | 12           |                            | 388                        | Gauche                     | 63                         | Auzat-la-Combelle            | 45° 27′ 08″ N, 3° 18′ 15″ E |
| La Morge                | Allier                     | 68,4          | 713          | 4,22         |                            | 279                        | Gauche                     | 63                         | Luzillat                     | 45° 56′ 07″ N, 3° 22′ 52″ E |
| La Dore                 | Allier                     | 144,4         | 1 523        | 20,3         |                            | 264                        | Droite                     | 63                         | Ris                          | 46° 00′ 34″ N, 3° 28′ 25″ E |
| La Bouble               | Sioule                     | 65,5          | 555          | 4,0          |                            | 239                        | Gauche                     | 03                         | Saint-Pourçain-sur-Sioule    | 46° 17′ 01″ N, 3° 16′ 28″ E |
| La Sioule               | Allier                     | 150           | 2 468        | 25,5         |                            | 224                        | Gauche                     | 03                         | La Ferté-Hauterive           | 46° 21′ 56″ N, 3° 19′ 18″ E |
| L' Allier               | Loire                      | 425           | 14 310       | 147          | 555,7                      | 167                        | Gauche                     | 18                         | Gimouille                    | 46° 57′ 33″ N, 3° 04′ 46″ E |
| L' Aubois               | Loire                      | 42,9          | 214          | 0,73         | 540,0                      | 165                        | Gauche                     | 18                         | Marseilles-lès-Aubigny       | 47° 04′ 12″ N, 3° 00′ 57″ E |
| La Vauvise              | Loire                      | 67            | 392          | 2,84         | 503,9                      | 147                        | Gauche                     | 18                         | Saint-Satur                  | 47° 20′ 14″ N, 2° 52′ 01″ E |
| Le Nohain               | Loire                      | 45            | 521          | 3,45         | 494,6                      | 140                        | Droite                     | 58                         | Cosne-Cours-sur-Loire        | 47° 24′ 38″ N, 2° 55′ 17″ E |
| La Vrille               | Loire                      | 33            | 185          |              | 480,8                      | 136                        | Droite                     | 58                         | Neuvy-sur-Loire              | 47° 31′ 17″ N, 2° 52′ 34″ E |
| La Trézée               | Loire                      | 32,4          |              |              | 462,7                      | 130                        | Droite                     | 45                         | Briare                       | 47° 38′ 20″ N, 2° 43′ 44″ E |
| La Notreure             | Loire                      | 36,3          |              |              | 451,4                      | 122                        | Gauche                     | 45                         | Poilly-lez-Gien              | 47° 41′ 18″ N, 2° 36′ 27″ E |
| L' Aquiaulne            | Loire                      | 30,9          | 147          |              |                            | 116                        | Gauche                     | 45                         | Lion-en-Sullias              | 47° 43′ 13″ N, 2° 30′ 38″ E |
| La Bonnée               | Loire                      | 27,4          | 187          |              | 411,6                      | 106                        | Droite                     | 45                         | Germigny-des-Prés            | 47° 51′ 03″ N, 2° 14′ 39″ E |
| La Bionne               | Loire                      | 18,9          | 101          |              | 381,3                      | 95                         | Droite                     | 45                         | Chécy                        | 47° 54′ 11″ N, 1° 58′ 32″ E |
| Le Loiret               | Loire                      | 13            | 300          | 1            | 371,2                      | 85                         | Gauche                     | 45                         | Saint-Pryvé-Saint-Mesmin     | 47° 51′ 48″ N, 1° 48′ 06″ E |
| La Mauve de la Détourbe | Loire                      | 17,6          | 274          | 0,68         | 359,3                      | 83                         | Droite                     | 45                         | Beaugency                    | 47° 46′ 45″ N, 1° 38′ 16″ E |
| L' Ardoux               | Loire                      | 41,7          | 277          |              |                            | 75                         | Gauche                     | 41                         | Saint-Laurent-Nouan          | 47° 42′ 16″ N, 1° 34′ 56″ E |
| Le Cosson               | Beuvron                    | 96,4          | 779          | 3,97         |                            | 61                         | Droite                     | 41                         | Candé-sur-Beuvron            | 47° 29′ 42″ N, 1° 15′ 02″ E |
| Le Beuvron              | Loire                      | 114,9         | 2 195        | 11           | 307,4                      | 60                         | Gauche                     | 41                         | Chaumont-sur-Loire           | 47° 29′ 38″ N, 1° 14′ 24″ E |
| L' Amasse               | Loire                      | 29,2          | 136          |              | 283,1                      | 53                         | Gauche                     | 37                         | Amboise                      | 47° 24′ 46″ N, 0° 58′ 40″ E |
| La Brenne               | Cisse                      | 54,2          | 263          | 1,2          |                            | 50                         | Droite                     | 37                         | Vernou-sur-Brenne            | 47° 24′ 26″ N, 0° 50′ 37″ E |
| La Cisse                | Loire                      | 81            | 1 295        | 1,5          | 268,8                      | 49                         | Droite                     | 37                         | Pocé-sur-Cisse               | 47° 24′ 36″ N, 0° 46′ 58″ E |
| La Choisille            | Loire                      | 25,8          | 190          | 0,845        | 258,5                      | 48                         | Droite                     | 37                         | Saint-Cyr-sur-Loire          | 47° 23′ 35″ N, 0° 38′ 50″ E |
| La Tardes               | Cher                       | 77,3          | 980          | 5,74         |                            | 298                        | Gauche                     | 23                         | Évaux-les-Bains              | 46° 14′ 19″ N, 2° 30′ 55″ E |
| L' Aumance              | Cher                       | 56,3          | 991          | 6,62         |                            | 164                        | Droite                     | 03                         | Meaulne                      | 46° 35′ 48″ N, 2° 36′ 14″ E |
| L' Yèvre                | Cher                       | 80            | 2 220        | 15,5         |                            | 97                         | Droite                     | 41                         | Vierzon                      | 47° 13′ 09″ N, 2° 03′ 25″ E |
| L' Arnon                | Cher                       | 150,5         | 2 274        | 14,4         |                            | 96                         | Gauche                     | 41                         | Vierzon                      | 47° 13′ 01″ N, 2° 00′ 40″ E |
| La Sauldre              | Cher                       | 59,5          | 2 254        | 14,6         |                            | 73                         | Droite                     | 41                         | Selles-sur-Cher              | 47° 16′ 24″ N, 1° 30′ 42″ E |
| Le Fouzon               | Cher                       | 59            | 1 002        | 9,09         |                            | 71                         | Gauche                     | 41                         | Couffy                       | 47° 15′ 47″ N, 1° 27′ 30″ E |
| Le Cher                 | Loire                      | 367,8         | 13 920       | 95,9         | 244,2                      | 38                         | Gauche                     | 37                         | Villandry                    | 47° 20′ 34″ N, 0° 28′ 49″ E |
| L' Indrois              | Indre                      | 59,5          | 480          | 2,29         |                            | 62                         | Droite                     | 37                         | Azay-sur-Indre               | 47° 12′ 37″ N, 0° 56′ 47″ E |
| L' Indre                | Loire                      | 279,3         | 3 462        | 18,7         | 217,1                      | 31                         | Gauche                     | 37                         | La Chapelle-sur-Loire        | 47° 14′ 03″ N, 0° 10′ 57″ E |
| La Maulde               | Vienne                     | 68,6          |              | 7            |                            | 269                        | Droite                     | 87                         | Saint-Denis-des-Murs         | 45° 48′ 11″ N, 1° 31′ 35″ E |
| Le Taurion              | Vienne                     | 125           | 1 030        | 18,9         |                            | 234                        | Droite                     | 87                         | Saint-Priest-Taurion         | 45° 53′ 05″ N, 1° 23′ 39″ E |
| La Briance              | Vienne                     | 57,7          | 618          | 8,17         |                            | 211                        | Gauche                     | 87                         | Condat-sur-Vienne            | 46° 46′ 56″ N, 1° 12′ 12″ E |
| Le Clain                | Vienne                     | 125           | 2 965        | 20,4         |                            | 49                         | Gauche                     | 86                         | Cenon-sur-Vienne             | 46° 46′ 54″ N, 0° 32′ 25″ E |
| La Creuse               | Vienne                     | 263,6         | 9 570        | 85           |                            | 44                         | Droite                     | 86                         | Port-de-Piles                | 47° 00′ 23″ N, 0° 34′ 03″ E |
| La Vienne               | Loire                      | 372           | 21 161       | 210          | 208,3                      | 29                         | Gauche                     | 37                         | Candes-Saint-Martin          | 47° 12′ 49″ N, 0° 04′ 20″ E |
| Le Thouaret             | Thouet                     | 51,9          | 320          | 1,77         |                            | 57                         | Gauche                     | 79                         | Taizé-Maulais                | 46° 55′ 47″ N, 0° 09′ 28″ O |
| L' Argenton             | Thouet                     | 71            | 750          | 4,6          |                            | 35                         | Gauche                     | 79                         | Saint-Martin-de-Sanzay       | 47° 05′ 38″ N, 0° 12′ 16″ O |
| La Dive                 | Thouet                     | 73,7          | 850          | 2,5          |                            | 26                         | Droite                     | 49                         | Saint-Just-sur-Dive          | 47° 11′ 21″ N, 0° 05′ 00″ O |
| Le Thouet               | Loire                      | 142,2         | 3 396        | 17           | 192,4                      | 25                         | Gauche                     | 49                         | Saumur                       | 47° 16′ 49″ N, 0° 06′ 38″ O |
| L' Authion              | Loire                      | 99,8          | 1 400        |              | 152,0                      | 16                         | Droite                     | 49                         | Sainte-Gemmes-sur-Loire      | 47° 25′ 21″ N, 0° 33′ 02″ O |
| La Verzée               | Oudon                      | 52            | 410          | 2,1          | 18,5                       | 24                         | Droite                     | 49                         | Segré                        | 47° 41′ 09″ N, 0° 52′ 11″ O |
| L' Oudon                | Mayenne                    | 103,2         | 1 350        | 9,0          | 22,2                       | 18                         | Droite                     | 49                         | Le Lion-d'Angers             | 47° 36′ 59″ N, 0° 41′ 40″ O |
| La Mayenne              | Maine                      | 202,3         | 5 820        | 50           | 11,2                       | 15                         | Droite                     | 49                         | Angers                       | 47° 29′ 36″ N, 0° 32′ 34″ O |
| L' Orne saosnoise       | Sarthe                     | 52,7          | 522          | 2,64         |                            | 49                         | Gauche                     | 72                         | Montbizot                    | 48° 08′ 16″ N, 0° 11′ 06″ E |
| L' Huisne               | Sarthe                     | 164,3         | 2 404        | 13,1         |                            | 43                         | Gauche                     | 72                         | Le Mans                      | 47° 59′ 27″ N, 0° 10′ 46″ E |
| La Vègre                | Sarthe                     | 82,7          | 401          | 3,19         |                            | 25                         | Droite                     | 72                         | Avoise                       | 47° 50′ 53″ N, 0° 14′ 33″ O |
| L' Erve                 | Sarthe                     | 58            | 280          | 2,75         |                            | 23                         | Droite                     | 72                         | Sablé-sur-Sarthe             | 47° 50′ 25″ N, 0° 19′ 55″ O |
| La Vaige                | Sarthe                     | 53,6          | 233          | 1,48         |                            | 22                         | Droite                     | 72                         | Sablé-sur-Sarthe             | 47° 50′ 15″ N, 0° 19′ 54″ O |
| La Braye                | Loir                       | 72,5          | 750          | 3,14         |                            | 56                         | Droite                     | 41                         | Couture-sur-Loir             | 47° 45′ 57″ N, 0° 40′ 60″ E |
| Le Loir                 | Sarthe                     | 316,6         | 8 294        | 32,2         | 9,3                        | 16                         | Gauche                     | 49                         | Briollay                     | 47° 33′ 29″ N, 0° 31′ 36″ O |
| La Sarthe               | Maine                      | 313,3         | 16 374       | 85           | 11,2                       | 15                         | Gauche                     | 49                         | Angers                       | 47° 29′ 36″ N, 0° 32′ 34″ O |
| La Maine                | Loire                      | 12            | 22 194       | 132          | 146,7                      | 14                         | Droite                     | 49                         | Sainte-Gemmes-sur-Loire      | 47° 24′ 40″ N, 0° 36′ 54″ O |
| L' Aubance              | Loire                      | 35,7          | 205          | 0,621        | 144,0                      | 14                         | Gauche                     | 49                         | Denée                        | 47° 22′ 46″ N, 0° 37′ 17″ O |
| Le Layon                | Loire                      | 90            | 950          | 4,05         | 134,5                      | 13                         | Gauche                     | 49                         | Chalonnes-sur-Loire          | 47° 21′ 02″ N, 0° 45′ 16″ O |
| L' Èvre                 | Loire                      | 92            | 573          | 3,38         | 110,3                      | 7                          | Gauche                     | 49                         | Saint-Florent-le-Vieil       | 47° 21′ 49″ N, 1° 01′ 59″ O |
| La Divatte              | Loire                      | 31,5          | 105          | 0,569        | 83,1                       | 4,5                        | Gauche                     | 49                         | La Varenne                   | 47° 18′ 12″ N, 1° 21′ 04″ O |
| La Goulaine             | Loire                      | 23,9          | 195          |              | 68,1                       | 4,0                        | Gauche                     | 44                         | Basse-Goulaine               | 47° 13′ 00″ N, 1° 29′ 02″ O |
| L' Erdre                | Loire                      | 97,4          | 836          | 2,5          | 65,2                       | 3,7                        | Droite                     | 44                         | Nantes                       | 47° 12′ 43″ N, 1° 32′ 22″ O |
| La Moine                | Sèvre Nantaise             | 68,8          | 384          | 3,2          | 31,3                       | 10                         | Droite                     | 44                         | Clisson                      | 47° 05′ 11″ N, 1° 16′ 42″ O |
| La Maine                | Sèvre Nantaise             | 68,4          | 597          | 5,6          | 11,1                       | 4                          | Gauche                     | 44                         | Saint-Fiacre-sur-Maine       | 47° 09′ 08″ N, 1° 26′ 42″ O |
| La Sèvre Nantaise       | Loire                      | 158,9         | 2 356        | 24,7         | 63,7                       | 3,5                        | Gauche                     | 44                         | Nantes                       | 47° 11′ 50″ N, 1° 32′ 52″ O |
| La Boulogne             | Lac de Grand-Lieu Acheneau | 81,6          | 470          |              |                            | 2                          | Gauche                     | 44                         | Saint-Philbert-de-Grand-Lieu | 47° 04′ 06″ N, 1° 40′ 43″ O |
| L' Ognon                | Lac de Grand-Lieu Acheneau | 48,4          | 185          |              |                            | 2                          | Gauche                     | 44                         | La Chevrolière               | 46° 53′ 21″ N, 1° 23′ 31″ O |
| L' Acheneau             | Loire                      | 40            |              |              | 42,6                       | 1,5                        | Gauche                     | 44                         | Le Pellerin                  | 47° 13′ 06″ N, 1° 49′ 05″ O |
| Le Brivet               | Loire                      | 35,2          |              |              | 12,7                       | 0                          | Droite                     | 44                         | Saint-Nazaire                | 47° 17′ 51″ N, 2° 10′ 50″ O |

En plus de cette liste dans le tableau, peuvent être moins bien identifiés (parfois article absent sur wikipédia) les petits affluents directs suivant (note : D = affluent en rive droite, G = affluent en rive gauche) :
1. en département 42, l’Oudan (G) - 17,8 km, à l'aval du Renaison
2. en département 42, le Jarnossin (D) - 20,9 km, à l'aval du Rhins
3. en département 42 et/ou 71, la Teyssonne (G) - 30 km, à l'aval du Sornin
4. en département 42 et/ou 71, l’Arçon (G) - 28,1 km, à l'aval du Sornin
5. en département 42 et/ou 71, l'Urbise (G) - 28,4 km, à l'aval du Sornin
6. en département 03 et/ou 58, l’Engièvre (G) - 21,9 km, à l'aval de la Somme
7. en département 58, la Colâtre (G) - 33,5 km, à l'aval de l'Ixeure
8. en département 45, l’Oussance (D) - 34,1 km, à l'aval de la Bonnée
9. en département 37, la Bresme (D) - 26,9 km, à l'aval de la Choisille
10. en département 49, la Romme (D) - 32 km, à l'aval du Layon, à Champtocé-sur-Loire, 47° 24′ 14″ N, 0° 55′ 10″ O
11. en département 49, la Thau (G) - 13 km, à l'aval du Layon, à Saint-Florent-le-Vieil, 47° 21′ 48″ N, 1° 00′ 16″ O
12. en département 49 ou 44, le Hâvre (D) - 31,5 km, à l'aval de la Boire Torse
13. en département 44, la Chézine (D) - 16,7 km, à l'aval de la Sèvre Nantaise, à Nantes, 47° 12′ 30″ N, 1° 34′ 02″ O